# جون توزو ويلسون
جون توزو ويلسون (بالإنجليزية: John Tuzo Wilson) ‏ (24 أكتوبر 1908 - 15 أبريل 1993)، هو فيزيائي أرضي وجيولوجي كندي. حقق شهرة عالمية لمساهماته في نظرية الصفائح التكتونية.

## حياته
ولد ويلسون من والد من أصل اسكتلندي وكانت والدته كندية من الجيل الثالث من أصل فرنسي. وولد في أوتاوا في مقاطعة أونتاريو. كان واحداً من أول الناس في كندا حاصلاً على شهادة البكالوريوس في الجيوفيزياء، وتخرج من كلية ترينيتي في جامعة تورنتو في سنة 1930. كما حصل على عدة شهادات أخرى من كلية سانت جونز. حصل على شهادة الدكتوراه في الجيولوجيا في عام 1963 من جامعة برنستون. بعد الانتهاء من دراسته، جند ويلسون في القوات المسلحة الكندية وخدم في الحرب العالمية الثانية، وتقاعد من الجيش برتبة عقيد.

## روابط خارجية
- جون توزو ويلسون على موقع الموسوعة البريطانية (الإنجليزية)
- جون توزو ويلسون على موقع ميوزك برينز (الإنجليزية)